# معيدي

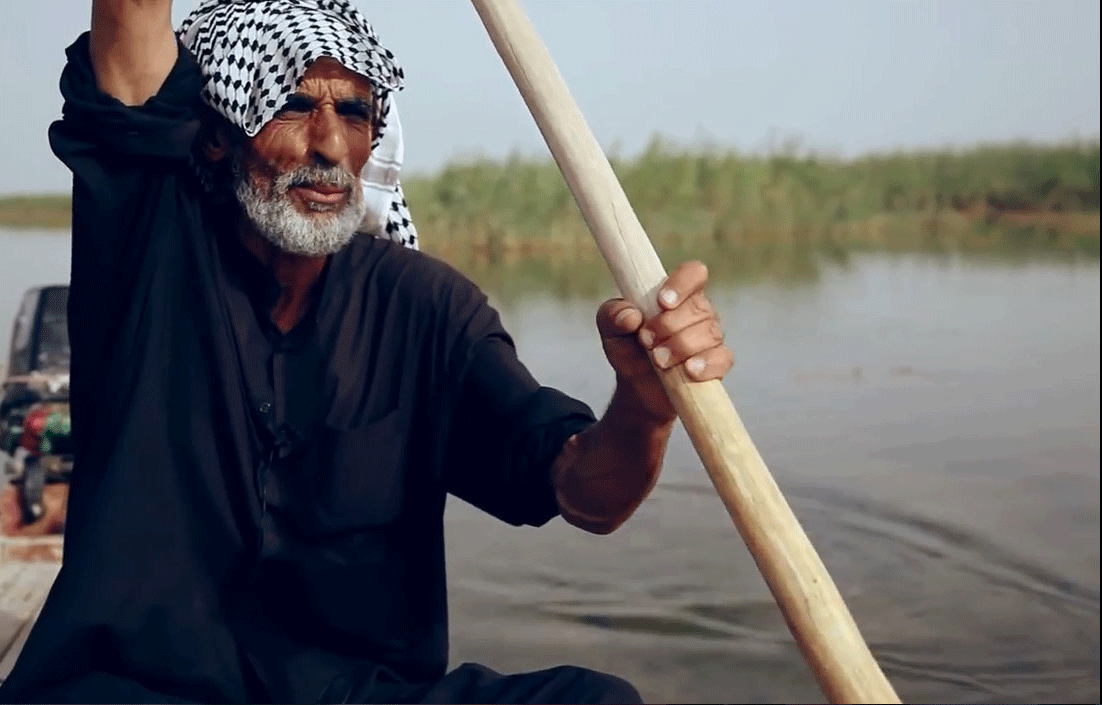
رجل مسن يسير بقارب في أحد جداول الأهوار.

معيدي كلمة تطلق على الشخص القروي أو البدوي أو النبطي من أرياف وحوض الأهوار جنوب العراق، وقد يطلق على بعضهم شروكي. وكلمة معيدي قديمة وورد فيها مثل قديم ومتداول منذ عصر الجاهلية وقبل ظهور الإسلام فيقال: (أن تسمع بالمُعَيديِّ خيراً من أن تراه). والمعيدي هو ضمرة بن شقَّة بن ضمرة عندما قابل النعمان بن المنذر، فقال له: تسمع بالمعيدي خيرا من أن تراه. وذلك لغرابة شكلهِ. فرد عليهِ ضمرة: إنما المرء بأصغريه، قلبه ولسانه، إذا نطق نطق ببيان وإذا قاتل قاتل بجنان، والرجال لا تُكال بالقفزان. وكان الرجل من بني تميم. أما عن سببب تسميته بالمعيدي، فالمعيدي تصغير معدي، وهو رجل منسوب إلى معد بن عدنان، جد من أجداد العرب عُرفت ذريته بأنهم أهل قشف وغلظة في العيش. وفي لسان العرب لإبن منظور في كلمة مَعَدْ: والمَعَدُّ البطن عن أَبي علي ومَعَدٌّ حيّ سمي بأَحد هذه الأَشياء وغلب عليه التذكير والنسب إِليه مَعَدِّيٌّ فأَما قولهم في المثل تَسْمَعُ بالمُعَيْدِي لا أَن تراه فمخفف عن القياس اللازم في هذا الضرب ولهذا النادر في حدّ التحقير ذكرت الإِضافة.
وقال الكسائي: المعيدي إِنما هو تصغير رجل منسوب إِلى معد يضرب مثلاً لمن خَبَرُه خير من مَرْآتِه. وقال ابن السكيت: هو تصغير معدّي، وذكر المعيدي قديماً في الشعر العربي:
ويضرب للرجل الذي لهُ صيت وذكر فإذا رأَيته ازدريت مَرْآتَه وكأن تأْويلُه (اسمع به ولا تره)، والتَّمَعْدُدُ الصبر على عيش معدّ، وقيل التمعدد هو التشَظُّف مُرْتَجَل غير مشتق وتَمَعْدَدَ صار في مَعَدّ وفي حديث عمر بن الخطاب: اخْشَوْشِنُوا وتَمَعْدَدُوا. ومنه قيل للغلام إِذا شب وغلظ قد تمعدد. ويقال تمعددوا تشبهوا بعيش مَعَدّ بن عدنان وكانوا أَهل قَشَف وغِلَظ في المَعاش، فيقصد (كونوا مثلهم ودَعُوا التَّنَعُّمَ وزِيَّ العجم، عليكم باللِّبْسةِ المَعَدِّية أَي خُشُونةِ اللِّباس)، وقال الليث التمعدد هو الصبر على عيش مَعَدّ في الحضر والسفر قال وإِذا ذكرت أَن قوماً تحولوا عن معدٍّ إِلى اليمن ثم رجعوا قلت تَمَعْدَدُوا ومَعْدِيٌّ ومَعْدانُ إسمان ومَعْديكَرِبَ اسم مركب من العرب.